# 石神まゆみ
石神 まゆみ（いしがみ まゆみ、1974年11月15日 - ）は、日本の女優。東京都出身。アンカット所属。

## 来歴
帝京大学短期大学卒業後に舞台芸術学院の演劇コースにて芝居を学ぶ。42歳でアンカットに所属。

## 出演

### テレビドラマ
- ドクターX〜外科医・大門未知子〜（2012年、テレビ朝日）第8話- 患者役
- 孤独のグルメ（テレビ東京）
  - season2 第1話（2012年10月10日）-フロア係1 役
  - season3 第3話（2013年7月24日）- 家族客・母親 役
  - 孤独のグルメ2021大晦日スペシャル～激走!絶景絶品・年忘れロードムービー～（2021年）- 女性店員役
- 半沢直樹（2013年、フジテレビ）第6話・第8話- 婦人会メンバー役
- ラストホープ（2013年、フジテレビ）第4話- 看護師役
- ソドムの林檎〜ロトを殺した娘たち（2013年、WOWOW）第2話・第3話- 書記官役
- 医龍4（2014年、フジテレビ）第10話- 看護師役
- 素敵な選TAXI（2014年、関西テレビ）第5話- 婚活パーティスタッフ役
- 続・最後から二番目の恋（2014年、フジテレビ）第1話- 結婚式場のスタッフ役
- マザー・ゲーム〜彼女たちの階級〜（2015年、TBS）第1話- 母親役
- エイジハラスメント（2015年、フジテレビ）第2話- 会社員役
- 水晶の鼓動（2016年、WOWOW）第3話- 会社員役
- ウルトラマンR/B（ルーブ）（2018年、テレビ東京）第22話- 会社員役
- PTAグランパ!2（2018年、NHK BSプレミアム）第1話- 和菓子屋のお客さん役
- 記憶（2018年、フジテレビ　ONE/TWO/NEXT×J:COM共同制作）第1話- コメンテーター役
- 夢食堂の料理人〜1964東京オリンピック選手村物語〜（2019年、NHK）- 日本人職員役
- それぞれの断崖（2019年、東海テレビ）第1話- 児童相談所の職員役
- 絶対零度 Season4〜未然犯罪潜入捜査〜（2020年、フジテレビ）第10話- 児童養護施設の職員役
- 俺の家の話（2021年、TBS）第2話- 池内新之介の息子の嫁役
- レンアイ漫画家（2021年、フジテレビ）第1話- 親戚女性役
- ボイス 110緊急指令室 第2シリーズ（2021年、日本テレビ）第6話- 住人役
- グラップラー刃牙はBLではないかと考え続けた乙女の記録ッッ（2021年、WOWOW）第3話- 記者役
- 愛しい嘘 優しい闇（2022年、テレビ朝日）第3話- 奥田役
- ゴシップ#彼女が知りたい本当の〇〇（2022年、フジテレビ）第10話- 主婦役
- silent（2022年、フジテレビ）第6話- 図書館の司書役
- 100万回言えばよかった（2023年、TBS）第2話- 女性警察官役
- 婚活1000本ノック（2024年、フジテレビ）第2話- 婚活イベント司会者役
- ノンレムの窓 2024・春 第2話「PTA」（2024年3月31日、日本テレビ）PTA会員役
- あなたを奪ったその日から 第8話（2025年6月9日、関西テレビ・フジテレビ） - 医師 役[2]

### 映画
- BRAVE HEARTS 海猿-UMIZARU-　（2012年、羽住英一郎監督)　-ジェット機乗客役

### CM
- セブン＆アイ　Ario
- TikTok
- セガゲームス

### 舞台
- ZEIRAMTHELIVE-ゼイラム　ザ　ライブ-（カプセル兵団　演出／吉久直志、2007年）
- ココロコロガシ（カプセル兵団　演出／吉久直志、2009年）
- アセンション・ミロク（演劇ユニットトレランス　作・演出／上杉祥三、2010年）
- からくりサーカス-からくり編-（カプセル兵団　演出／吉久直志、2012年）